# El apóstol (película de 2012)
O Apóstolo (2012) es una película española de animación en stop-motion 3D, producida parcialmente con crowfunding, con un total de 560 productores. Con éxito internacional, se ha presentado en festivales de los cinco continentes, consiguiendo varios premios.
La producción se inició en 2008 y fue la última película en la que trabajó Paul Naschy, fallecido el 30 de noviembre de 2009.

## Sinopsis
Un convicto recién fugado de la cárcel intentará recuperar un botín escondido años atrás en una solitaria y apartada aldea gallega; pero lo que allí encontrará supone una condena todavía mayor de la que huyó. Siniestros ancianos, extrañas desapariciones, espíritus, un peculiar sacerdote y hasta el mismísimo arcipreste de Santiago cruzarán sus caminos en una historia de terror, humor y fantasía.

## Reparto (voces)
- Carlos Blanco: Ramón
- Paul Naschy: Arcipreste
- Jorge Sanz: Pablo
- Geraldine Chaplin: Dorinda
- Luis Tosar: Xavier
- Xosé Manuel Olveira "Pico": Don Cesáreo
- Celso Bugallo: Celso
- Manuel Manquiña: Atilano
- Isabel Blanco: Peregrina[4]

## Premios[5][6]
- 2012 - Cine Horizontes Marsella: Mejor película
- 2012 - Premios Goya: Nominada a Mejor película de animación.
- 2012 - Festival de Sitges: Nominada a Mejor película de animación.
- 2012 - Festival Internacional de Cine de Moscú :Sección oficial a competición
- 2013 - Festival Internacional de Cine de Animación de Annecy: Premio del Público.
- 2013 - Fantasporto: Premio del Jurado
- 2013 - Animpact- Korea-Japón-China: Mejor película
- 2013 - Festival de Monterrey- México: Mejor película
- 2013 - Expotoons-Buenos Aires: Mejor película
- 2013 - Monstra de Lisboa: Premio del Público y Mejor Banda Sónora
- 2013 - Premios Mestre Mateo: Premio a Mejor Película, Mejor Director, Mejor Banda Sonora, Mejor Dirección de arte, Mejor sonido, Mejor Dirección de Producción
- 2013 - Weekend of fear Night : Gloden Glibb 2013-Best Movie
- 2013 - WFAF- Bulgaria: Mejor película
- 2013 - Cine Horizontes- Marsella: Mejor película
- 2013 - Night of fear - Berlin: Mejor película
- 2013 - Cinanima-Portugal: Premio del Público
- 2014 - ANIMAMUNDI Brasil: Mejor Largometraje